# Laissaud
Laissaud – miejscowość i gmina we Francji, w regionie Owernia-Rodan-Alpy, w departamencie Sabaudia.
Według danych na rok 1990 gminę zamieszkiwało 458 osób, a gęstość zaludnienia wynosiła 70 osób/km² (wśród 2880 gmin regionu Rodan-Alpy Laissaud plasuje się na 1183. miejscu pod względem liczby ludności, natomiast pod względem powierzchni na miejscu 1394.).
Przez gminę przepływa rzeka Isère. 